# Archibald Campbell Jordan

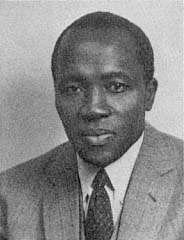
Archibald Campbell Jordan (Aufnahmedatum unbekannt)

Archibald Campbell Mzolisa Jordan (* 30. Oktober 1906 in Mbokothwane Mission, Pondoland, Kapkolonie; † 10. Oktober 1968 in Madison, USA) war ein südafrikanischer Schriftsteller und Sprachwissenschaftler.

## Leben
Jordan wurde im damaligen Tsolo District als Sohn eines anglikanischen Priesters geboren. Er erwarb ein Junior Certificate am Lovedale College in Alice. Mit einem Stipendium konnte er daraufhin das Fort Hare University College besuchen. Dort erwarb er 1932 ein Lehramtsdiplom und 1934 einen Bachelor of Arts in Literatur und Linguistik. 1934 bis 1944 arbeitete er als Lehrer in Kroonstad. Während dieser Zeit wurde er zum Präsidenten der African Teachers’ Association gewählt und lernte Sesotho. Seine Master-Arbeit schrieb er 1942 an der University of Cape Town über Some features of the phonetic and grammatical structures of Baca, einer bis dahin wenig erforschten Nguni-Sprache, deutsch etwa „Einige Merkmale der phonetischen und grammatikalischen Struktur des Baca“. 1957 wurde er mit der Dissertation A phonological and grammatical study of literary Xhosa („Eine phonologische und grammatikalische Untersuchung von geschriebenem isiXhosa“) promoviert.
In den 1930er Jahren schrieb er Gedichte in der Zeitung Imvo Zabantsundu. 1940 erschien sein erster auf isiXhosa geschriebener Roman, Ingqumbo yezinyana, den seine Frau Phyllis Ntantala-Jordan (1920–2016), die er 1940 geheiratet hatte, ins Englische übersetzte. Der Roman schildert den Konflikt zwischen westlichen Vorstellungen der Mitarbeiter einer Schule und den Traditionen der örtlichen „Ockerleute“. 1944 wurde Jordan Senior Lecturer für Bantusprachen am Fort Hare University College – als Nachfolger von Davidson Don Tengo Jabavu – und zwei Jahre später Senior Lecturer für afrikanische Sprachen an der University of Cape Town. 1961 erhielt er ein Carnegie-Stipendium für einen Studienaufenthalt in den USA, die südafrikanischen Behörden verweigerten ihm aber einen Pass. So konnte er das Land nur mit einem Ausreisevisum verlassen, zusammen mit seinem Sohn Pallo Jordan (* 1942, von 1994 bis 2009 Minister mit verschiedenen Ressorts).
Archibald Campbell Jordan wurde 1962 Professor für afrikanische Sprachen und Literatur an der University of California, Los Angeles und später an der University of Wisconsin-Madison. 1968 starb er nach langer Krankheit in Madison.

## Auszeichnungen
- 2004: Ehrendoktorwürde der University of Port Elizabeth (postum)
- 2005: Order of Ikhamanga in Gold (postum)[1]

## Werke
- 1940: Ingqumbo yezinyana. Roman.
  - 1980: The wrath of the ancestors (englische Übersetzung)
- 1970: Kwezo Mpindo ze Tsitsa. Erzählungen.
  - 1973: Tales from South Africa (englische Übersetzung)
- 1972: Towards an African literature: the emergence of literary form in Xhosa.